# Житник, Алексей Николаевич
Алексе́й Никола́евич Жи́тник (род. 10 октября 1972 года, Киев, Украинская ССР, СССР) — советский и российский хоккеист, защитник, олимпийский чемпион 1992 года.

## Биография
Профессиональную карьеру начинал в составе киевского «Сокола», потом был призван в ряды Советской Армии и оказался в ЦСКА. Год отыграл в составе армейской команды. В Архангельском, на базе ЦСКА, жил в одном номере с Евгением Наместниковым.
На драфте НХЛ 1991 года был выбран в 4-м раунде под общим 81-м номером командой «Лос-Анджелес Кингз». В первом сезоне в составе «Лос-Анджелеса» дошёл до финала Кубка Стэнли. В 1995 году Алексей Житник переходит в «Баффало Сейбрз». Наивысшим достижением в «Баффало» для Житника стал финал Кубка Стэнли 1999 года, где его клуб уступил «Далласу».
В сезоне 2008/09 Алексей Житник провел 56 матчей в регулярном чемпионате и набрал 16 (4+12) очков (58 штрафных минут). В среднем Житник проводил на льду 20 минут 13 секунд. В плей-офф Житник провел 12 матчей и набрал 3 (1+2) очка (22 штрафные минуты). В плей-офф Житник в среднем играл по 20 минут 32 секунды. Московское «Динамо» дошло до полуфинала плей-офф Кубка Гагарина, где проиграло в шести матчах казанскому «Ак Барсу». Счет серии — 4:2 в пользу «Ак Барса».
В сезоне 2008/09 вернулся в сборную России после восьмилетнего перерыва. На втором этапе Еврохоккейтура Житник стал впервые в своей карьере капитаном сборной России. На «Кубке Карьялы» Житник играл в одной паре с Александром Гуськовым.
- 14 февраля 1995 года обменян в «Баффало Сейбрз». В течение десяти лет в «Баффало». Высшим достижением Житника и его команды за это время был финал Кубка Стэнли сезона 1998/99 годов.
- Во время локаута 2004/05 выступал за казанский «Ак Барс»
- 2 августа 2005 года как неограниченно свободный агент подписал контракт с «Нью-Йорк Айлендерс».
- 16 декабря 2006 года обменян в «Филадельфию Флайерз».
- 24 февраля 2007 года обменян в «Атланту Трэшерз».
- 26 июля 2008 года подписал пробный контракт с ХК «Динамо» Москва.

## Награды и звания
- Олимпийский чемпион, 1992 (сборная СНГ)
- Серебряный призёр Олимпиады, 1998 (сборная России)
- Чемпион мира среди молодежи 1992
- Заслуженный мастер спорта СССР (1992)
- Участник матча «Всех звёзд» НХЛ (1999 и 2002)
- Обладатель Кубка Шпенглера (2008).
- Участник матча звёзд КХЛ (2009).
- Бронзовый призёр Маккабиады (2013).

## Статистика выступлений за клубы
```
                                            --- Regular Season ---  ---- Playoffs ----
Season   Team                        Lge    GP    G    A  Pts  PIM  GP   G   A Pts PIM
--------------------------------------------------------------------------------------
1989-90  Сокол Киев                  USSR   32    3    4    7   16
1990-91  Сокол Киев                  USSR   46    1    4    5   46
1991-92  ЦСКА Москва                 Rus    36    2    7    9   48
1992-93  Лос-Анджелес Кингз          NHL    78   12   36   48   80  24   3   9  12  26
1993-94  Лос-Анджелес Кингз          NHL    81   12   40   52  101  --  --  --  --  --
1994-95  Лос-Анджелес Кингз          NHL    11    2    5    7   27  --  --  --  --  --
1994-95  Баффало Сейбрз              NHL    21    2    5    7   34   5   0   1   1  14
1995-96  Баффало Сейбрз              NHL    80    6   30   36   58  --  --  --  --  --
1996-97  Баффало Сейбрз              NHL    80    7   28   35   95  12   1   0   1  16
1997-98  Баффало Сейбрз              NHL    78   15   30   45  102  15   0   3   3  36
1998-99  Баффало Сейбрз              NHL    81    7   26   33   96  21   4  11  15  52
1999-00  Баффало Сейбрз              NHL    74    2   11   13   95   4   0   0   0   8
2000-01  Баффало Сейбрз              NHL    78    8   29   37   75  13   1   6   7  12
2001-02  Баффало Сейбрз              NHL    82    1   33   34   80  --  --  --  --  --
2002-03  Баффало Сейбрз              NHL    70    3   18   21   85  --  --  --  --  --
2003-04  Баффало Сейбрз              NHL    68    4   24   28  102  --  --  --  --  --
2004-05  Ак Барс Казань              Rus    23    1    8    9   30   4   0   0   0   2
2005-06  Нью-Йорк Айлендерс          NHL    59    5   24   29   88  --  --  --  --  --
2006-07  Нью-Йорк Айлендерс          NHL    30    2    9   11   40
2006-07  Филадельфия Флайерс         NHL    31    3   10   13   38
2006-07  Атланта Трэшерз             NHL    18    2   12   14   14   4   0   0   0   4
2007-08  Атланта Трэшерз             NHL    65    3    5    8   58  --  --  --  --  --
2008-09  Динамо Москва               KHL    56    4   12   16   58  12   1   2   3  22
2009-10  Динамо Москва               KHL    56    0    7    7   60  --  --  --  --  --
--------------------------------------------------------------------------------------
         NHL Totals                       1085   96  375  471 1268  98   9  30  39 168

```